# Ali Osman Taha
Ali Osman Mohammed Taha (en árabe: علي عثمان محمد طه‎: علي عثمان محمد طه, también transcrito como "Othman" o "Uthman") es un político sudanés, que ejerció como primer vicepresidente de Sudán de julio de 2011 a diciembre de 2013. Anteriormente fue ministro de relaciones exteriores de 1995 a 1998, primer vicepresidente de 1998 a agosto del 2005, y segundo vicepresidente de agosto del 2005 a julio del 2011. Es miembro del Partido de Congreso Nacional.
Taha es licenciado en la Facultad de Leyes de la Universidad de Jartum. A continuación, instaló una práctica de ley privada antes de ser nombrado como juez y luego entrar a la política como miembro del parlamento de Sudán en los años ochenta.
Taha, junto con John Garang, fueron considerados como co-arquitectos del Acuerdo de Naivasha de Sudán, tras la guerra civil más larga de África que llegó a su fin el 9 de enero de 2005. El acuerdo coronó un proceso de ocho años para detener la guerra civil, la cual desde 1983, había acabado con la vida de 2 millones de personas. Comenzando en diciembre del 2003 Taha y Garang se reunieron varias veces para finalizar el acuerdo de paz.
Taha encabezar al lado sudanés del Alto Comité sudanés-egipcio, el cual estaba liderando al lado del primer ministro egipcio Ahmed Nazif e incluía ministros de ambos países y tiene como objetivo fomentar la cooperación entre los dos países.
Omar al-Bashir renombró a Taha como segundo vicepresidente en mayo del 2010 a pesar de las especulaciones de que sería reemplazado por un miembro de la rama más fuerte del NCP o por un darfuriano. Taha es visto como una figura moderada en el régimen del NCP y un posible sucesor de Bashir, a pesar de que algunos han sugerido que Bashir podría preferir a un hombre de la rama más extremista del partido.

## Implicación en la crisis de Darfur
Taha fue responsable del manejo de la crisis de Darfur de 2003 a 2004. Los líderes comunitarios en Darfur ha informado que Taha tiene vínculos personales con Musa Hilal y jugó un papel decisivo en la liberación de Hilal de prisión en 2003. Taha aparentemente asignó a Hilal la autoridad de reclutar y comandar un grupo de milicia, el cual se hizo conocido como “Rápidamente, Luz y Fuerzas Horribles de Misteriha.” La ayuda del gobierno para Hilal se informó a ser muy abierto y se coordina a través de Taha. Taha fue citado diciendo a los comandantes de la milicia Yanyauid, “no quiero un solo pueblo de Zurgas en Darfur. Todo las tierras en Zurga son vuestras.” Después de un ataque de la milicia Yanyauid y las Fuerzas Armadas en la ciudad de Kyla, un sobreviviente de la tribu Fur informó que los atacantes cantaron, “Salve el nombre de Alá, nuestras ordenes provienen de Ali Usman Taha.”
En 2005 Taha se opuso a la celebración de los juicios fuera de Sudán, después de que 51 individuos fuesen acusados, por una comisión investigadora de las Naciones Unidas, por crímenes de guerra y de violaciones a los derechos humanos. Taha argumentó que hacerlo que sería “llevar las cosas a degenerar en vez de ayudar a la gente a reconciliar o mantener la paz.” En 2008, Taha también rechazó la acusación del ICC del presidente Omar al-Bashir por argumentar que, “no podemos estar de acuerdo con la aplicación de la CPA u otros acuerdos con un presidente que está sometido a un juicio internacional.” En el mismo año, la fuentes fiables citadas por la Associated Press afirman que Taha sería acusado con los delitos similares a los del presidente Omar al-Bashir. En febrero del 2009, según los informes, viajó a Turquía en busca de apoyo para salvar al presidente al-Bashir de un juicio.
Taha fue mencionado varias veces en la orden de arresto para Omar al-Bashir, presentada por Luis Moreno Ocampo, fiscal del ICC. Por ejemplo, comisario Rabeh dijo que los comandantes de milicia del Janjaweed que el comandante general en Jartum y Taha ordenaron la provisión de armamento para exterminar a los zurgas. Zurga es un término derogativo hacia la gente perteneciente a tribus africanas.